# Бакрчи
Бакрчи (тат. Бакырчы) — село в Тетюшском районе Республики Татарстан. Административный центр Бакрчинского сельского поселения.

## География
Расположено на реке Беденьга в 42 км к юго-западу от города Тетюши.

## История
Село основано в XVII веке, около 1676 года.  
В XVIII — первой половине XIX века жители села относились к категории государственных крестьян, нёсших лашманскую повинность. Занимались земледелием, разведением скота.
В 1780 году, при создании Симбирского наместничества, деревня Новая Иркеева, служилых татар, крещёных татар, при речке Беденге, вошла в состав Симбирского уезда.
В «Списке населенных мест по сведениям 1859 года», изданном в 1863 году, населённый пункт упомянут как лашманская деревня Бакарчи (Новоиркеево) 1-го стана Симбирского уезда Симбирской губернии. Располагалась при речке Биденьге, по левую сторону просёлочного тракта из Симбирска в Тетюши, в 55 верстах от губернского города Симбирска и в 34 верстах от становой квартиры во владельческом селе Шумовка. В деревне в 83 дворах жили 931 человек (461 мужчина и 470 женщин). Была мечеть.
По сведениям переписи 1897 года, в деревне Новоиркеево (Бакарчи) Симбирского уезда Симбирской губернии жили 1147 человек (537 мужчин и 610 женщин), из них 1140 мусульман.
В начале XX века здесь функционировали 3 мечети, 3 медресе, 6 торгово-промышленных заведений. В этот период земельный надел сельской общины составлял 1152,1 десятины. До 1920 года село входило в Сюндюковскую волость Симбирского уезда Симбирской губернии. С 1920 года в составе Буинского кантона ТАССР. С 10.08.1930 в Буинском, с 04.08.1938 в Больше-Тарханском, с 12.10.1959 в Тетюшском районах.

## Население
На 1780 г. — 137 служилых татар и 12 крещёных татар.
| 1859 | 1897 | 1910 | 1926 | 1949 | 1958 | 1970 | 1979 | 1989 | 2000 |
| ---- | ---- | ---- | ---- | ---- | ---- | ---- | ---- | ---- | ---- |
| 931  | 1147 | 1368 | 1392 | 1133 | 765  | 658  | 498  | 386  | 385  |

Национальный состав
Согласно результатам переписи 2002 года, в национальной структуре населения села татары составляли 98% из 376 человек.

## Экономика
Полеводство, скотоводство.

## Инфраструктура
Средняя школа, дом культуры, библиотека.

## Религия
Мечеть.